# George Christopher Williams
George Christopher Williams (1926. május 22. – 2010. szeptember 8.) amerikai evolúcióbiológus.
A New York Állami Stony Brook University egyetemének emeritus professzora. PhD fokozatot 1955-ben szerzett biológiából a University of California at Los Angeles egyetemen.
A Williams forradalomról híres. Az 1966-ban írt Adaptáció és természetes szelekció című könyvében kifejti, hogy a biológiában a központi alapegység a gén. Richard Dawkins Az önző gén című híres könyvében ugyanezen az alapon érvel, csak még határozottabban 1976-ban.
1999-ben a biológiatudományok Crafoord-díját kapta megosztva Ernst Mayrrel és John Maynard Smithszel.

## Művei (angolul)
- Williams, G.C. 1992. Natural Selection: Domains, Levels, and Challenges. Oxford University Press
- Williams, G.C. 1988. Huxley's Evolution and Ethics in sociobiological perspective. Zygon 23: 383-438.
- Williams, G.C. 1985. A defense of reductionism in evolutionary biology. Oxford Surv. Evol. Biol. 2: 127.
- Taylor, P.O. and G.C. Williams. 1984. Demographic parameters at evolutionary equilibrium. Canad. J. Zool. 62: 2264-2271.
- Williams, G.C. 1975. Sex and Evolution. Princeton University Press
- Williams, G.C. 1966. Adaptation and Natural Selection. Princeton University Press

### Magyarul
- A pónihal lámpása. Terv és cél a természetben; ford. Béresi Csilla; Kulturtrade, Bp., 1997 (Világ-egyetem)